# كين ناريتا
كين ناريتا (成田剣 ناريتا كين) (اسمه الحقيقي تسوتومو ناريتا (成田勉 ناريتا تسوتومو)) هو ممثل ياباني ولد في 18 مايو 1964 في سايتاما.

## أدواره في الأنمي

### مسلسلات أنمي تلفزيونية
- إينوياشا - سيشّومارو
- إينوياشا فصل الخاتمة - سيشّومارو
- كود جياس لولوش المتمرد - جيريميا غوتفالت
- كود جياس لولوش المتمرد R2 - جيريميا غوتفالت
- بليتش - ريوكين إيشيدا
- لافليس - سيميه أوياغي
- غوست هنت - لين كوجو
- فل ميتال بانيك؟ فوموفّو - رجل الحصان
- التلميذ الأقوى في كينيتشي - أودين
- سكرابد برنسس - لينارد
- الفتاة الساحرة ليريكال نانوها StrikerS - جيل سكاغليتي
- هيتوهيرا - تاكاشي كاتسوراغي
- باكانو! - فيرميت
- أسطول الزجاج - ماغنوس
- كاتيكيو هيتمان ريبورن! - ريبورن الراشد
- أرك ذا لاد - كيلب
- دانس إن ذا فامباير باند - جان ماريه ديرمايه
- يوغي GX - ترابر
- كيكايشي - شيكيغامي يوشيموري
- هلسينغ - بول ويلسون
- نشأة الآليين - تامر
- باكوجان - باروديوس
- سلسلة مونوغاتاري الموسم الثاني - أستاذ ساسايابو
- سورد آرت أونلاين - غريمروك
- أكامي غا كيل! - دكتور ستايليش
- الخيانة تعرف إسمي - إيسوزو فوجيوارا

### أوفا أنمي
- البدلة المتنقلة جاندام يونيكورن - برايت نوا

### أفلام أنمي
- إينوياشا: مشاعر تتخطى الزمان - سيشّومارو
- إينوياشا: قلعة الخيال داخل المرآة - سيشّومارو
- إينوياشا: سيف السيطرة على العالم - سيشّومارو
- إينوياشا: جزيرة هوراي القرمزية - سيشّومارو
- X - فوما مونو

## أدواره في ألعاب الفيديو
- ريزونانس أوف فايت - فاشرون
- طوكيو ميراج سيشنز شارب إف إي - ياتسوفوسا هاتاناكا

## أدواره في الدبلجة اليابانية
- جوني برافو - جوني برافو

## وصلات خارجية
- كين ناريتا على موقع IMDb (الإنجليزية)
- كين ناريتا على موقع ألو سيني (الفرنسية)
- كين ناريتا على موقع ميوزك برينز (الإنجليزية)
- كين ناريتا على موقع قاعدة بيانات الفيلم (الإنجليزية)
- كين ناريتا على موقع كينوبويسك (الروسية)
- كين ناريتا على موقع ANN person (الإنجليزية)